# عيد النصر (الجزائر)
عيد النصر في الجزائر هي مناسبة للاحتفال بذكرى 19 مارس 1962 تاريخ إعلان وقف إطلاق النار في حرب التحرير الجزائرية. وكان ذلك كنتيجة للتوافق في مفاوضات إيفيان بين الحكومة الجزائرية المؤقتة وفرنسا. ويتخذ الجزائريون هذه الذكرى كمناسبة لتمجيد تاريخ الجزائريين الذين ضحّوا من أجل استقلال البلاد وحرية الجزائر.

## وصلات خارجية
- مجموعة مقالات عن عيد النصر الجزائري - موقع الإذاعة الجزائرية.